# Avenida 24 de Julho (Maputo)

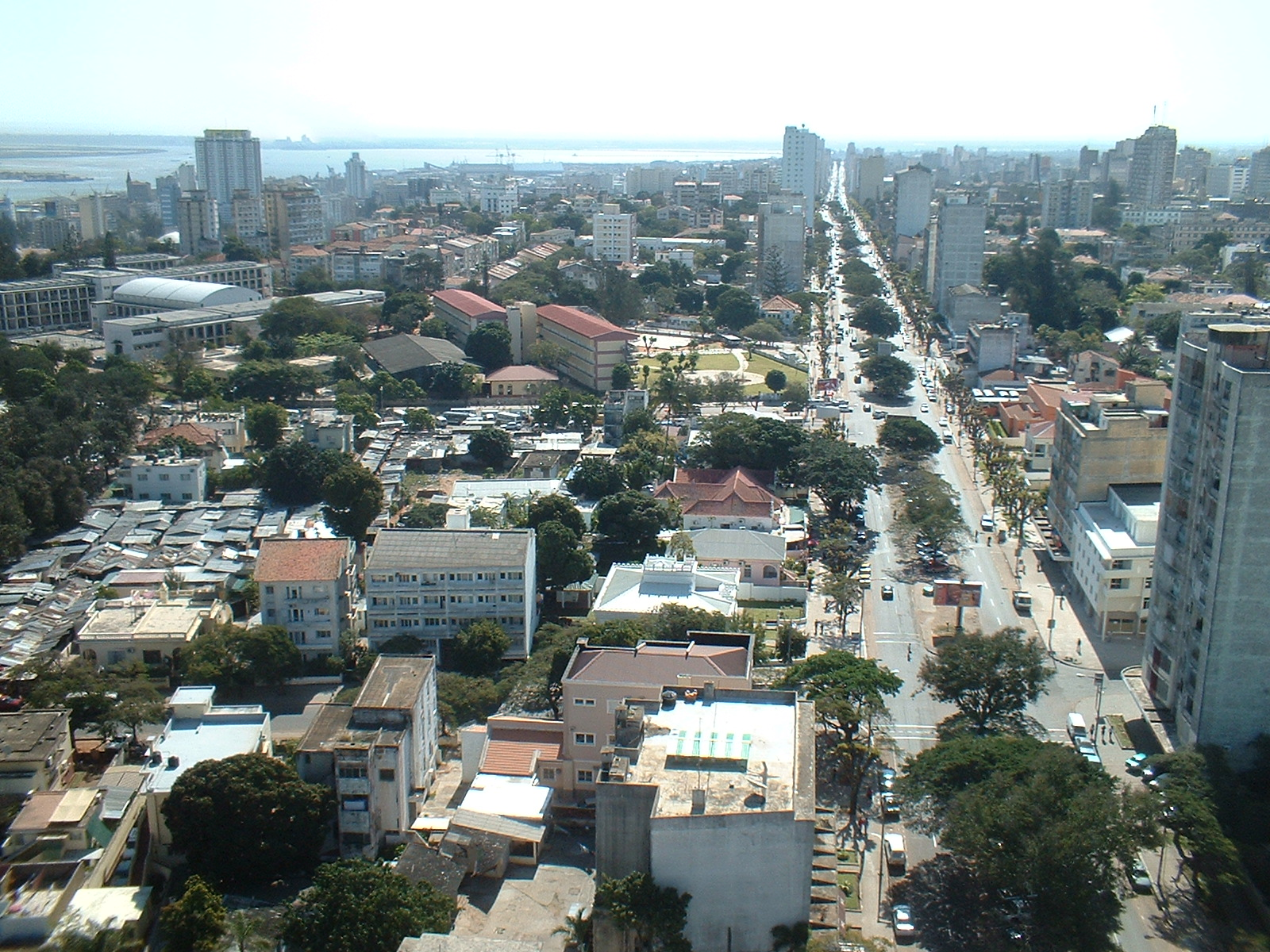
Blick auf die Avenida 24 de Julho. Sie führt über gut 4,7 Kilometer quer durch die gesamte Innenstadt Maputos

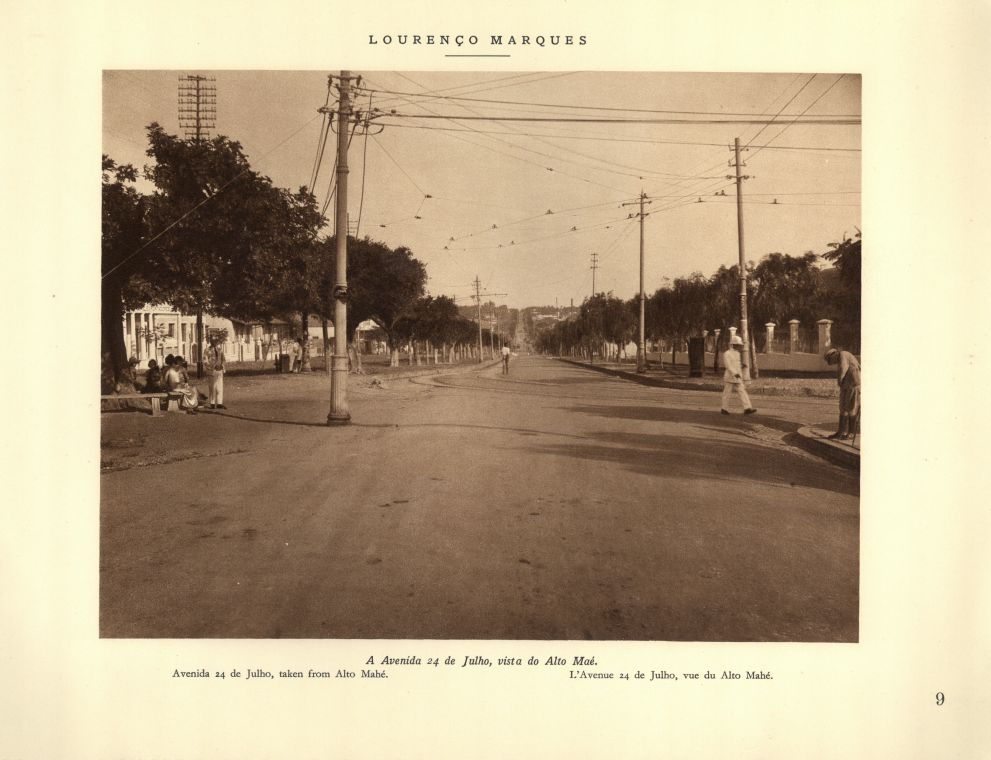
Blick auf die Straße im Jahr 1929, von Alto-Maé (Westen) gesehen (hier nach früherer Rechtschreibung „Alto Mahé“)

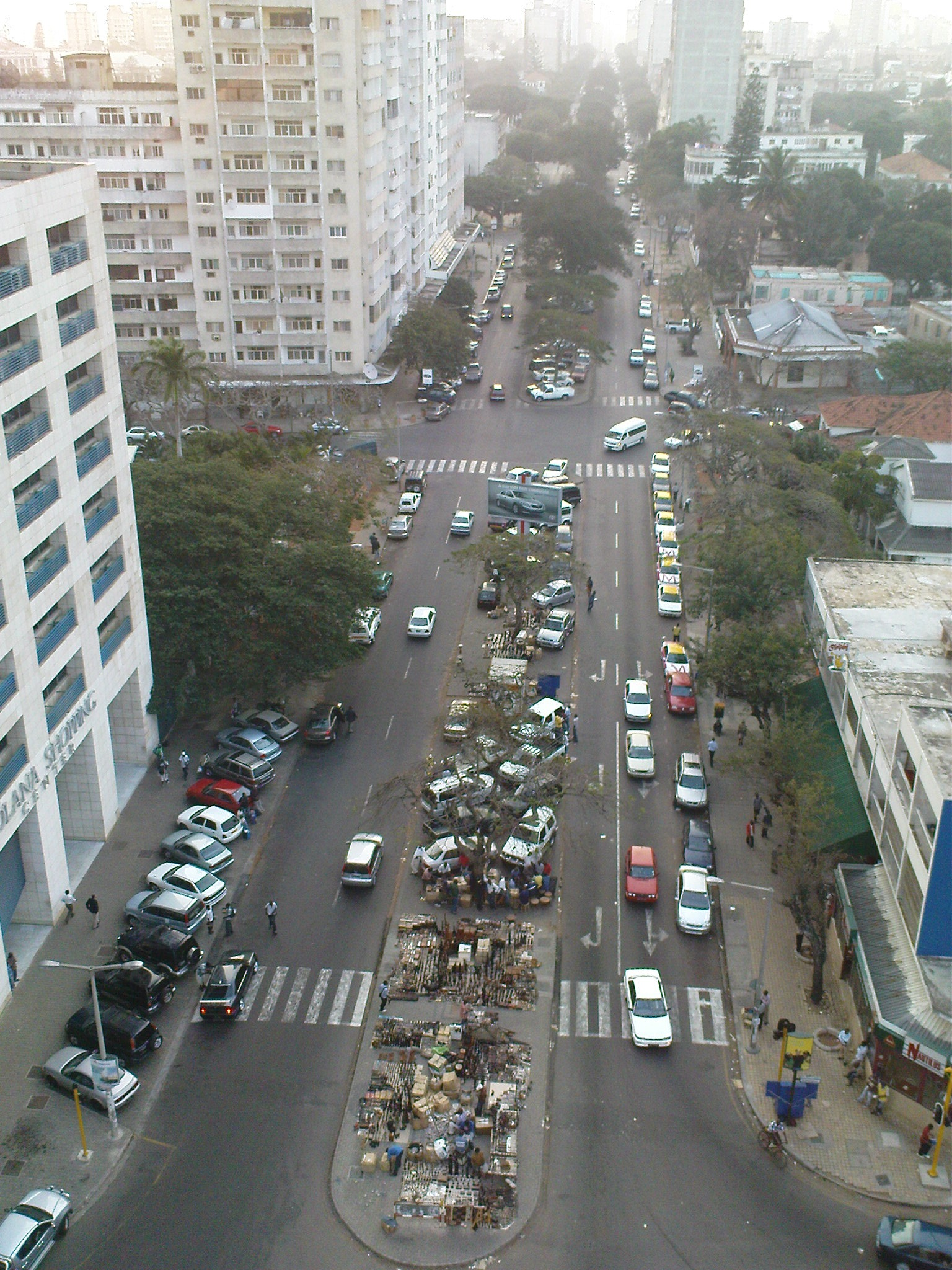
Beginn der Straße an der Ecke zur Avenida Julius Nyerere

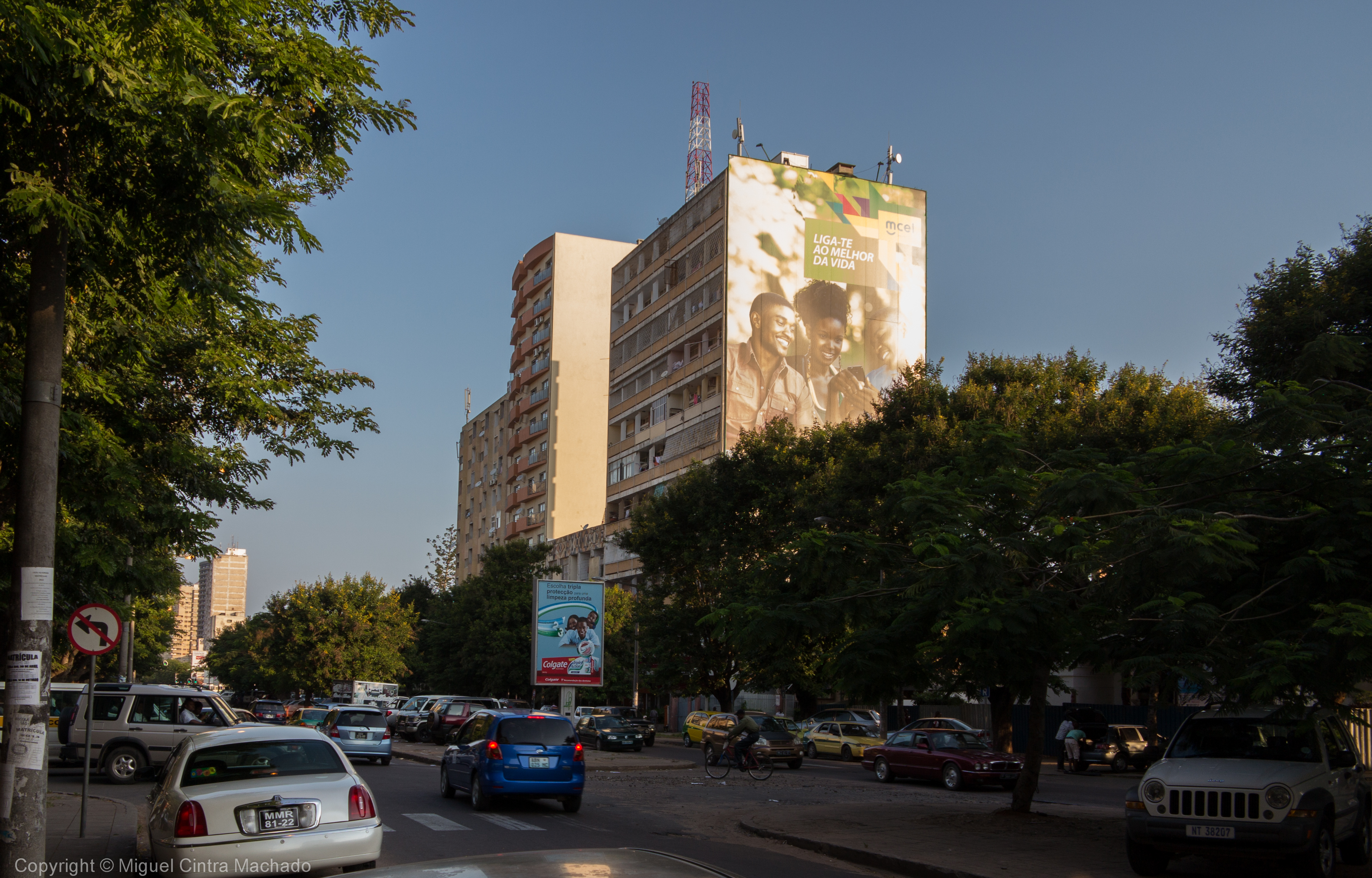
Insbesondere im Stadtteil Polana gibt es an der Straße viele Straßenbäume

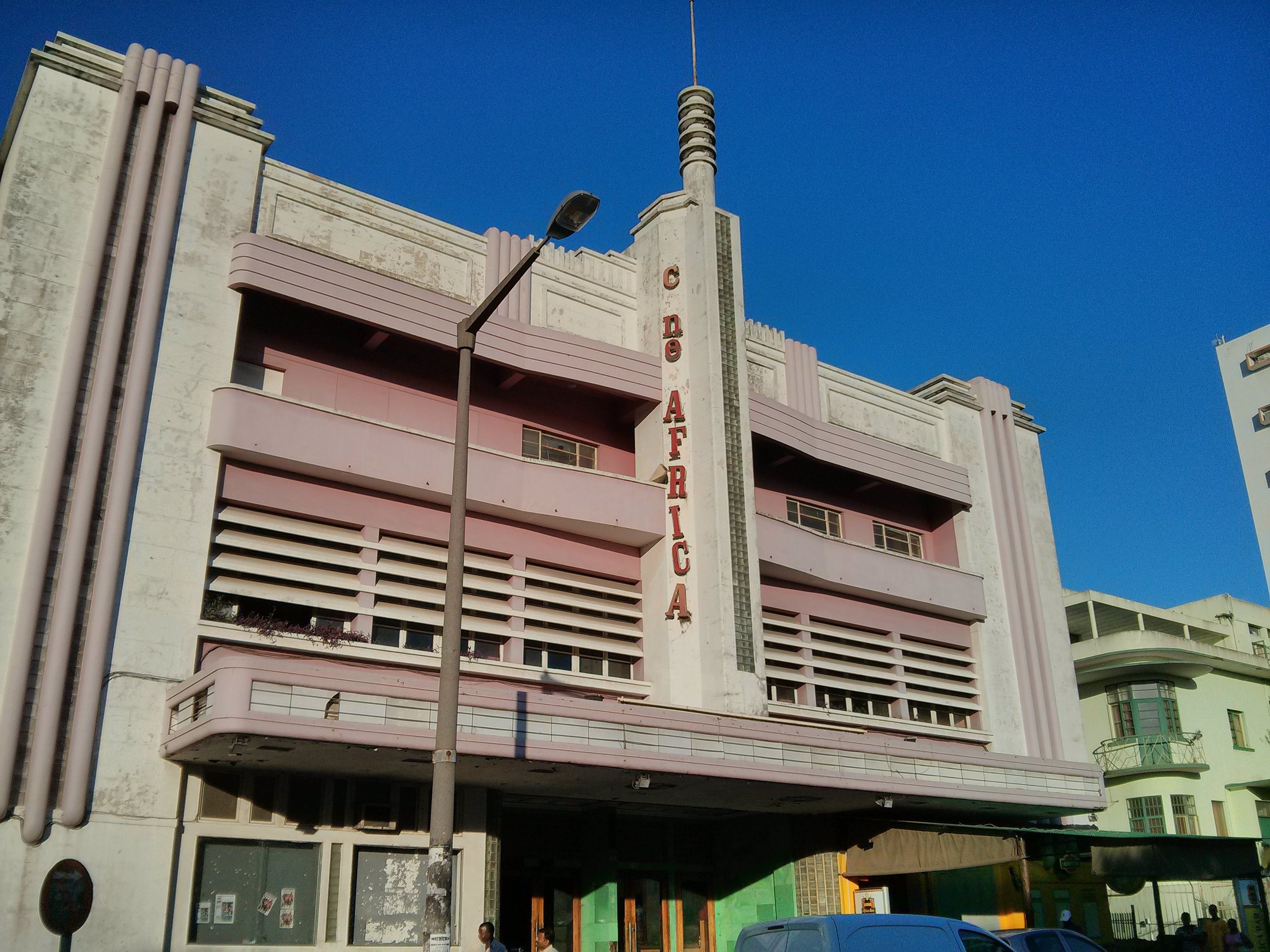
Im Stadtteil Central liegt an der Straße das Kino „Cine África“ im Art-déco-Stil

Die Avenida 24 de Julho, zu Deutsch „Allee des 24. Juli“, ist eine etwa 4,7 Kilometer lange, größtenteils vierspurige Straße in der mosambikanischen Hauptstadt Maputo. Sie durchquert die Innenstadt von Maputo und verbindet die Stadtteile Polana, Central, Alto Maé und Malanga miteinander. Als Ein- und Ausfallstraße in die Innenstadt gehört sie zu den wichtigsten Maputos.

## Geographie
Die Avenida 24 de Julho beginnt im Südosten der Innenstadt an der Kreuzung mit der Nord-Süd-Achse Avenida Julius Nyerere. Von dort aus führt sie in einer gerade Linie gen Nordwesten und quert dabei mehrere größere Straßen: Avenida Salvador Allende, Avenida Amílcar Cabral, Avenida Vladimir Lenine, Avenida Karl Marx und Avenida Guerra Popular. Die Straße mündet in den Kreisverkehr 16 de Junho, die wiederum zu den Straßen Avenida da Organização das Nações Unidas (Verbindung zur Baixa), Avenida da Organização da Unidade Africana (Auffahrt zur Autobahn in Richtung Matola) und Rua 2.019 (Verbindung zur Avenida do Trabalho) führt.

## Verwaltungsrechtliche Einordnung
Wie jede Straße in der mosambikanischen Hauptstadt trägt auch diese eine Verwaltungsnummer. Die Avenida 24 de Julho führt durch die zwei Stadtbezirke KaMpfumo (1. Bezirk) und Nhlamankulu (2. Bezirk) und trägt deshalb die beiden Verwaltungsnummern „Avenida 1.092“ und „Avenida 2.010“.
Eine Ordnung ins nationale Straßennetz des Landes gibt es nicht.

## Geschichte
Die Straße gehört zu den Grundachsen der Stadt und entstand im Zuge des Urbanisierungsplans Joaquim José Machados im Jahre 1887 gemeinsam mit der Parallelstraße Avenida Pinheiro Chagas (heute Avenida Eduardo Mondlane). Mit der zunehmenden Urbanisierung der Stadt in Richtung Westen (Ausgründung des Hafens in Richtung Matola) und Osten (Gründung der Stadtteile Polana und Sommerschield), wuchs die Bedeutung der Straße. Von Beginn an trägt sie das Datum der Gründung von Lourenço Marques, dem früheren Namen Maputos, den 24. Juli 1875.
Während im Zuge der Unabhängigkeit Mosambiks auch zahlreiche Namen in der Stadt verschwanden, blieb der Name der Straße bestehen – doch mit einer Bedeutungsverschiebung: Der 24. Juli steht seitdem für den 24. Juli 1975, dem Tag der Verkündung der Verstaatlichung des gesamten Landes, sprich Wirtschaft, Bildung, Gesundheit und Justiz.
Mit dem Wirtschaftsaufschwung nach Beendigung des Bürgerkrieges 1992 gewann die Straße durch mehr Verkehr auch an Bedeutung. Inzwischen häufen sich insbesondere zu Stoßzeiten die Staus auf der Straße. 2011 gab es Pläne den Mittelstreifen der Straße zu entfernen und mittels eines Ampelsystems jeweils zwei Fahrstreifen je nach Tageszeit in die jeweilige Richtung freizuschalten. Auch gab es Pläne Fahrstreifen für den (halb-)öffentlichen Nahverkehr – für Busse der TPM sowie Kleinbusse („Chapas“) – einzurichten. Bisher sind keine der Pläne verwirklicht worden.

## Wichtige Gebäude
Entlang der Straße, insbesondere am Beginn, finden sich zahlreiche wichtige Gebäude der Stadt. Insbesondere im Stadtviertel Polana lädt die Straße mit Begrünung und zahlreichen Cafés und Restaurants zum Verweilen ein. Gemeinsam mit der Parallelstraße Avenida Eduardo Mondlane und der Querstraße Avenida Julius Nyerere befinden sich in diese eine Vielzahl von Hochhäusern, sowohl älteren wie jüngeren Datums.

### Polana
Bereits an Ecke zur Avenida Julius Nyerere befindet sich das Polana Shopping Center, in den 2000ern eröffnetes Einkaufszentrum und damit eines der ersten der Stadt. Ebenso von Bedeutung sind die Ministerien für Bildung, Kultur und Widerstandskämpfer sowie das Nationale Museum für Geologie, die ebenfalls im ersten Teil der Straße ihren Sitz haben. An der Ecke beziehungsweise in der Avenidas das Lusíadas befindet sich der größte Busbahnhof der östlichen Innenstadt, der üblicherweise nur „Museu“ (für das benachbarte Museu de História Natural de Moçambique) genannt wird. Dort enden und beginnen zahlreiche Linien der städtischen TPM-Busse sowie der (halb-)öffentlichen Kleinbusse („Chapas“).
Zwischen den Seitenstraßen Avenida Salvador Allende und Rua Dr. Almeida Ribeiro befindet sich das Einkaufszentrum „Shopping 24“, an der Ecke zur Avenida Amílcar Cabral liegt das Einkaufszentrum „InterFranca“ mit einem Großsupermarkt einer südafrikanischen Kette. Außerdem befindet sich auf der Höhe auch das Nationale Institut für Statistik (Instituto Nacional de Estatística).

### Central
Im Straßenteil des Stadtteils Central befindet sich unter anderem der Sitz des Arbeitsministeriums (Ecke Avenida Karl Marx). Ebenso liegt dort das in den 1948 im Art-déco-Stil eröffnete Kino Cine África, das heute vor allem als Ort für Musik- und Tanzaufführungen dient. Bemerkenswert ist zudem das Gebäude der Industrieschule (Escola Industrial de Maputo), ursprünglich 1929 als Sitz der kolonialen Freimaurerloge (Paço Maçónico) errichtet.

### Alto Maé
Während im östlichen Teil der Straße vor allem höherklassige und -wertige Geschäfte und Lokale ihren Platz finden, ist der Straßenteil im Stadtteil Alto Maé wesentlich vielschichtiger, zahlreiche kleine Geschäfte haben dort ihren Sitz. Ebenso dominiert dort der Straßenmarkt der Seitenstraße Avenida da Guerra Popular die benachbarten Straßen, so auch die Avenida 24 de Julho. An der Straßenecke zur Avenida Alberto Lithuli hat die Aga-Khan-Stiftung in einem 1968 errichteten repräsentativen Gebäude ihren Sitz. Zwei Straßen weiter, an der Avenida Mohamed Siad Barre befindet sich der Hauptsitz der Pfingstkirche Igreja Universal do Reino de Deus und gleichzeitig der größte Tempel dieser Glaubensgemeinschaft in Mosambik.
Gegenüber der Parkanlage „Jardim 28 de Maio“, der umgangssprachlich auch „Jardim dos Madgermanes“ genannt wird, befindet sich das Revolutionsmuseum (Museu da Revolução). Kurz vor der Avenida da Tanzânia, befindet sich der Sitz des mosambikanischen Parlamentes (Assembleia da República).

### Malanga
Hinter der Avenida da Tanzânia überschreitet die Straße die Grenze des innerstädtischen Stadtbezirks KaMpfumo (1. Bezirk) zum Stadtbezirk Nhlamankulu (2. Bezirk), gleich zu Beginn befindet sich an der nördlichen Straßenseite die kleine Platzanlage Largo da Malanga. Die Umgebung ist hier vor allem durch kleine, einstöckige Wohnhäuser und Wellblechhüten geprägt. Nach gut 900 Metern mündet die Avenida 24 de Julho am Kreisverkehr Praça 16 de Junho. Hinter dem Kreisverkehr beginnt die Autobahnzufahrt mit dem kurz darauf folgenden Abzweig der beginnenden Nationalstraße EN1. Der Richtung der Avenida 24 de Julho folgend gelangt der Verkehr unter anderem zum Nachbarort Matola und weiter bis nach Namaacha, Goba und Eswatini (EN2/EN3) sowie nach Ressano Garcia und Südafrika (EN4).